# Traian Gheorghiu
Traian Gheorghiu (n. 19 februarie 1887, Craiova – d. 3 februarie 1968, București) a fost un fizician și academician român.

## Biografie
Provine dintr-o familie craioveană de condiție modestă. A luptat în primul război mondial, fiind căpitan de artilerie. După război a plecat la Paris pentru completarea studiilor de fizică. S-a căsătorit la Paris, soția sa fiind originară din țările baltice (Estonia). Ca mulți alți intelectuali români de stânga a revenit în țară că membru al Partidului Comunist, fiind spre sfârșitul vieții însă profund deziluzionat de felul în care ideologia socialistă a fost transpusă în viață. Intelectual blajin, a făcut mult bine în jurul său, ridicând și ajutând mulți oameni nevoiași și tineri intelectuali în formare. Este înmormântat la Cimitirul Bellu în Parcul Academiei Române.
A fost șeful catedrei de fizică experimentală de la Universitatea din București, șef de secție la IFA. Bun prieten cu Șerban Țițeica.
A fost membru corespondent din 1948 al Academiei Române și membru corespondent al Academiei de Științe din România începând cu 21 decembrie 1935.

## Distincții
- Ordinul „23 August” clasa a V-a (12 august 1959) „pentru activitate rodnică în dezvoltarea științei și culturii din Republica Populară Romînă”[2]
- titlul de „Profesor Emerit al Republicii Populare Romîne” (13 octombrie 1964) „cu prilejul aniversarii a 100 de ani de la înființarea Universității din București, pentru activitate îndelungată, contribuție în dezvoltarea științei și merite deosebite în dezvoltarea învățămîntului superior”[3]